# قطيع التفريخ

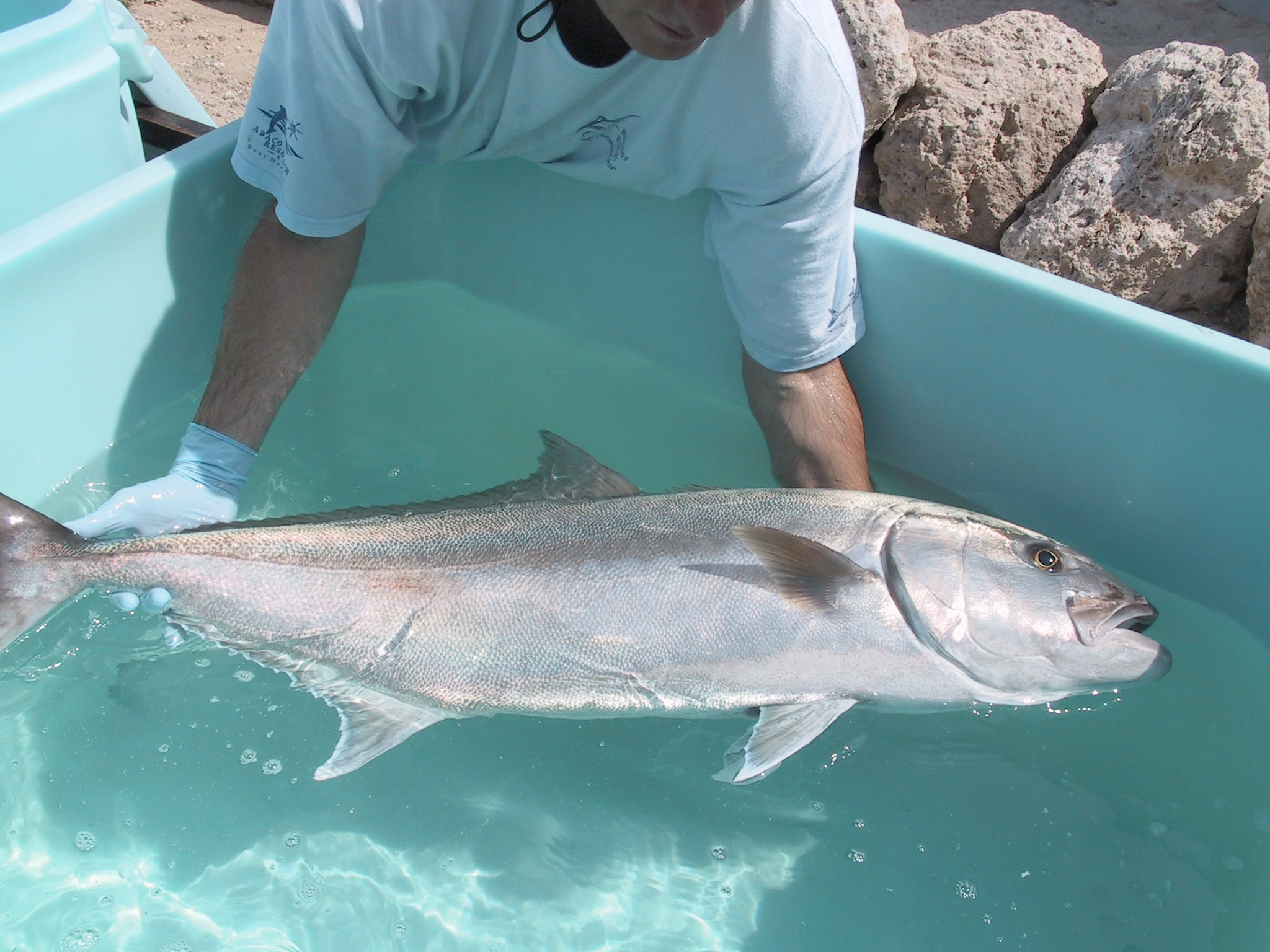
مخزون سمكة العنبر عند وصوله إلى مختبر أبحاث تربية الأحياء المائية بجامعة ميامي

أمّات التفريخ أو قطيع التفريخ ، عبارة عن مجموعة من الأفراد (الأسماك) البالغة المُعدّة لغرض التكاثر وإنتاج الأجيال اللاحقة في مجال تربية الأحياء المائية. يمكن أن تكون قطعان التفريخ مجموعة من الحيوانات التي يتم الاحتفاظ وحجزها كمصدر إما لاستبدال أو لتحسين أعداد الزرّيعة أو الأسماك اليافعة. يتم حفظ قطيع الأمّات بشكل عام في أحواض أو خزانات يُتحكّم في ظروفها البيئية كـالفترة الضوئية ودرجة الحرارة ودرجة الحموضة. غالباً ما تخضع هذه التجمعات للتكييف لضمان أقصى قدر من إنتاج الزرّيعة. يمكن أيضاً الحصول على قطعان التفريخ من الأصناف البرية حيث يتم حصادها وحفظها في أحواض إنضاج قبل جمع بيضها لغرض التفريخ ومن ثم التنمية والتربية إلى حجم السوق  أو إعادة الزرّيعة إلى البحر لتكملة التجمعات الطبيعية. ومع ذلك، فإن هذه الطريقة تخضع للظروف البيئية ولا يمكن الاعتماد عليها طيلة العام بحكم تأثير المواسم والتغير في الظروف الجوية. يمكن أن تحسن إدارة قطعان التفريخ جودة البيض وعدده من خلال تعزيز نمو الغدد التناسلية وخصوبتها .